# NGC 671
NGC 671 je galaksija u zviježđu Ovan.

## Vanjske poveznice
- SEDS: NGC 0671